# Chlorophyceae
A Chlorophyceae a valódi zöldmoszatok egyik, jobbára ultraszerkezet alapján megkülönböztethető csoportja. Általában a klorofill a és b dominanciája miatt zöldek. Kloroplasztiszuk lehet lemezes, tányérszerű, hálós, pohár alakú, spirális vagy szalagos. Legtöbb fajuk plasztisza rendelkezik pirenoidokkal. Ezek a keményítőt fehérje körül tárolják. Egyes fajai olajcseppekben is tárolhatnak energiát. Sejtfaluk belső cellulóz- és külső pektózrétegből áll.

## Morfológia
Lehetnek egysejtűek, kolóniaképzők vagy valódi többsejtű fonalas fajok. Ivartalan szaporodásuk az elődsejtek mitózisával kialakult ostoros zoospórákkal történik. Spórái lehetnek aplanospórák, hipnospórák, akinéták, ezenkívül előfordulhat palmelloid állapot is. Ivaros szaporodásuk lehet izogám, anizogám vagy oogám is. Fikoplasztjuk van mikrotubulusokkal. Ostorai száma egy és több száz közt lehet, ezeken nincs masztigonéma. 2–4 ostor esetén alapi testén 4 mikrotubulus-gyökér van kereszt alakban. Rizoplasztja az alapi testeket összeköti és a magig tart, mitózisa zárt. Plazmodezmái a sejteket összekötik, életciklusa haplobionta.

## Biokémia
Klorofill a és b mellett β-karotint is tartalmaznak. A Dunaliella salina bizonyos tápanyagok korlátozása mellett több karotinoidot termel.

## Taxonómia
Két morfológiai csoportjuk van ostoraik helyzete alapján, a CW és a DO. A CW ostorai az óramutató járásának megfelelően (CW, 1–7 óránál) mozognak, például ilyen a Chlamydomonadales, míg a DO esetén egymással közvetlenül szemben vannak (12–6 óránál), például ilyen a Sphaeropleales.

## Szaporodás
Vegetatív szaporodásuk feldarabolódással történik, ivartalan szaporodásuk ostoros zoospórákkal. Előfordulhat haplospóra és évelés. Szaporodhatnak mitospórákkal, ami nem található meg a Spyrogyrában. Ivaros szaporodásuk változatos az ivarsejtek típusában és kialakulásában, ez lehet izogám (például Chlamydomonas, Ulothrix), anizogám (például Chlamydomonas, Eudorina) vagy oogám (például Chlamydomonas, Volvox). A Chlamydomonas mindegyik változatra képes.
Számos közös jellemzőjük van a szövetes növényekkel, beleértve az aszimmetrikus ostoros sejteket, a magburok mitóziskori lebomlását és a kutikulában lévő fitokrómokat, flavonoidokat és prekurzoraikat.

## Élőhely
Legtöbb fajuk szabadon élő, a Pediludiella daitoensis csillósokban fordul elő. Nem fotoszintetikus fajai szabadon élő ozmotróf ostorosok.

## Taxonok
2023 májusában az AlgaeBase-ben az alábbi rendek szerepeltek itt:
- Chaetopeltidales C. J. O'Kelly, Shin Watanabe et G. L. Floyd – 16 faj
- Chaetophorales Wille – 225 faj
- Chlamydomonadales F. E. Fritsch (más néven Volvocales) – 1793 faj
- Oedogoniales Heering – 792 faj
- Sphaeropleales Luerssen – 941 faj

Emellett az AlgaeBase-ben ismeretlen helyzetű (rendbe nem helyezett) taxonjai is vannak:
- Dangeardinellaceae Ettl - 1 faj

További rendek például:
- Dunaliellales: a Dunaliella és a Dunaliellaceae az AlgaeBase-ben a Chlamydomonadales tagjai[10]
- Chlorococcales: a Chlorococcum és a Chlorococcaceae az AlgaeBase-ben a Chlamydomonadales tagjai[11]
- Microsporales: a Microspora és a Microsporaceae az AlgaeBase-ben a Sphaeropleales részei[12]
- Tetrasporales: a Tetraspora és a Tetrasporaceae az AlgaeBase-ben a Chlamydomonadales tagjai[13]

## Genetika
Az Oedocladium carolinianum ptDNS-e II. csoportbeli intronokat tartalmaz. A Viridiplantae általános ősi jellemzője a ptDNS-ben lévő hosszú fordított ismétlődés. Ez például az Oedocladiumban megtalálható, néhány más rend legalább egyes fajaiban (például Chaetophorales, Chaetopeltidales) nem. Itt nem találhatók meg a Chlorophytában gyakori accD, minD, rpl19, tilS, ycf20 gének. A Haematococcus lacustris ptDNS-ét 2018-ban szekvenálták Bauman et al., 1 351 631 bp-os hosszával a legnagyobb addig szekvenált plasztiszgenom.
A fordított ismétlődés elvesztése a Chaetophoralesben és a Chaetopeltidalesben apomorf.

## Filogenetika
A Chlorodendrophyceae, Pedinophyceae, Ulvophyceae és Trebouxiophyceae csoportokhoz hasonlóan a Chlorophyta koronacsoportjának tagja, és két nagy kládja van, a CS és az OCC, ahová a Chlamydomonadales és a Sphaeopleales, illetve az Oedogoniales, a Chaetophorales és a Chaetopeltidales tartoznak. Utóbbiban az Oedogoniales a Chaetophorales és a Chaetopeltidales kládjának testvértaxonja. A CS-t nevezik SV-nek is, ahol a V a Volvocalesre, a Chlamydomonadales szinonimájára utal.

## Jelentőség
A Chlamydomonas reinhardtii modellszervezet, melynek teljes genomját 2007-ben szekvenálták. Az Asterarcys quadricellulare-kivonat megvédheti a H9c2 kardiomioblasztokat a hidrogén-peroxid indukálta oxidatív stressztől és az emiatt bekövetkező apoptózistól. Hatása az N-acetilciszteinéhez hasonló mértékű.

## Fordítás
Ez a szócikk részben vagy egészben  a   Chlorophyceae című angol Wikipédia-szócikk ezen változatának fordításán alapul.  Az eredeti cikk szerkesztőit annak laptörténete sorolja fel. Ez a jelzés csupán a megfogalmazás eredetét és a szerzői jogokat jelzi, nem szolgál a cikkben szereplő információk forrásmegjelöléseként.